# Scooby Goes Hollywood
Scooby Goes Hollywood (lanzada en video como Scooby-Doo Goes Hollywood, Scooby-Doo, actor de Hollywood para Latinoamérica) es un especial de una hora estelarizado por los personajes de la exitosa serie producida por Hanna-Barbera Scooby-Doo. Fue estrenada el 13 de diciembre de 1979 en ABC, en el horario prime-time.
Se podría decir que es un musical basado y que parodia tanto a las fórmulas de Scooby-Doo y Hollywood en general. La historia se centra en que Shaggy convence a Scooby de que ambos merecen algo más que protagonizar un show de sábado por la mañana. Así, comienzan a mostrarle pilotos desastrosos a "C.J." (voz de Rip Taylor), el ejecutivo de la cadena, para que el vea el gran "potencial" del perro. Estos pilotos son parodias de series de TV y películas de la época: La conquista del Oeste, Supermán, Días felices, Laverne and Shirley, La novicia rebelde, El crucero del amor y Los ángeles de Charlie. En tanto, Fred, Daphne y Vilma deben apoyar a los fanes de la serie de los sábados por la mañana y convencer a Scooby que vuelva a ella.
El especial fue lanzado en VHS por primera vez por WorldVision Enterprises en los 80, y está actualmente disponible en DVD.

## Sinopsis
La pandilla Misterio a la Orden se ha vuelto popular resolviendo muchos misterios que ahora tiene su propio programa matutino de televisión en Hollywood, California que se emite todos los sábados, basado en sus aventuras. Un día, Scooby y Shaggy están filmando un episodio de sus dibujos animados mientras Daphne y Velma está discutiendo el guion fuera. Luego de que Scooby y Shaggy son lanzados por una catapulta y caen en el suelo, empiezan a cansarse de hacer siempre la misma rutina, y deciden convertirse en verdaderas estrellas de cine ("The Name to Remember is Scooby-Doo"). Ellos muestran al presidente de la cadena televisiva, "C.J.", una película piloto llamada How Scooby Won The West (Cómo Scooby-Doo conquisto el Oeste en el doblaje latinoamericano), donde el Comisario Scooby y el Alguacil Shaggy se "enfrentan" al forajido Jesse Rotten. CJ cree que la película es una broma, y lleva a Shaggy y Scooby fuera de su oficina, riendo. Luego, la pandilla se entera de Scooby quiere dejar el programa, ellos se quejan mientras Shaggy les cuenta como el perro se hará famoso, aunque no están convencidos en lo absoluto. 
En una pista de patinaje, Shaggy está filmando otro piloto (Lavonne & Scooby), aunque Scooby tiene ciertos problemas al patinar con Lavonne y el film termina por fracasar, especialmente cuando se chocan con Shaggy mientras graba. El grupo observa el rodaje, y creen que Scooby se está burlando de sí mismo, por lo que están de acuerdo en que tienen que convencer a Scooby de volver a su antiguo show. Sin darse por vencido, Shaggy le muestra a CJ otro piloto, llamado Scooby Days (Días felices en Latinoamérica, tal como la serie original) dónde "Scoob" conoce "the Groove", en el Harold's Drive-In. CJ, luego de ver la película, le sugiere a Scooby que vuelva a su viejo show, y este se niega. Más tarde, trata de mezclarse entre las estrellas, generando desastrosos titulares en los periódicos. 
De vuelta en los camerinos de la pandilla, Fred lee el periódico shockeado, y ellos desean que Scooby regrese a la serie. Mientras tanto, Shaggy lleva a Scooby al Grauman's Chinese Theatre, diciéndole que sería otro Clark Gable y John Travolta. Scooby pregunta: "Rassie?" (Refiriéndose a Lassie) y Shaggy está de acuerdo con eso, también. Scooby se imagina un estreno de sus dos nuevas películas en el teatro(Super Scooby y The Sound of Scooby). En Super Scooby, salva a Lois Lane de un cohete con dirección a la Gran Ciudad, solo que este se vuela a sí mismo. En The Sound of Scooby (en Latinoamérica El novicio rebelde), Scooby lleva un vestido rosa y gira por la montaña, pero cuando comienza a cantar, se cae por un acantilado a un arroyo. 
De vuelta en el teatro chino, Shaggy se entera de que el estudio está haciendo audiciones de perros para reemplazar el papel de Scooby en la serie, y ambos van a ver los resultados de las mismas, riéndose de las terribles interpretaciones de los candidatos. Sin que lo sepan, es un truco para que Scooby vuelva a su programa. CJ contrata a un perro sin talento para que haga de Scooby, dejándolo a él y Shaggy shockeados. Más tarde, ambos muestran una nueva película a CJ, Scooby & Cherie, en la que Scooby es un mago y Cherie, su asistente. La siguiente película es The Love Ship (El lanchón del amor en Latinoamérica) donde el capitán Scooby se olvida de desatar la cuerda de los embarcaderos, teniendo a toda la gente sobre ella con el crucero. CJ se deprime cada vez más, y sus asistentes le sugieren que Scooby aparezca como invitado en el show de Jackie Carson, diciendo que dejará a su serie de dibujos animados para empezar su carrera como estrella de cine, preocupando a sus fanes. 
La siguiente (y última) película piloto mostrada es Scooby's Angels (Los ángeles de Scooby, en Latinoamérica), donde los ángeles (posiblemente las originales Sabrina, Kelly y Jill) se ven fueran del cuartel de los criminales y Scooby se lanza de un avión y aterriza sin su paracaídas abierto. Scooby entonces grita, "¡Grralto las rrcámaras!¡Grralto las rrcámaras!" ("Rop the rameras! Rop the rameras!" en inglés), en lo que C.J. está de acuerdo. CJ les dice a Scooby y a Shaggy lo populares que realmente son al mostrar a montones de fanes a las puertas del estudio, cantando "¡Te queremos, Scooby-Doo!", incluidos Fred, Daphne y Velma. Scooby se da cuenta de que todos lo quieren tal y como es y se compromete a volver a su programa original. Cuándo CJ cree que todo ha vuelto a la normalidad, Shaggy, no queriendo regresar así de fácil, llama a la puerta, mostrándole la cinta de sus propios pilotos. La película termina con Shaggy, atado en el rollo de película, siendo echado de la cadena televisiva por los asistentes de C.J. y persiguiendo a la Máquina del Misterio, con la puesta de sol de fondo, dándose cuenta de que él también pertenece al show.